# قوز بيدا
قوز بيدا (بالفرنسية: Goz Beïda) هي مدينة في تشاد، هي عاصمة منطقة سيلا، بلغ عدد سكانها 66,107 نسمة وذلك حسب إحصائيات سنة 2009.